# Mompha sturnipennella
Mompha sturnipennella é uma espécie de mariposa do gênero Mompha pertencente à família Coleophoridae.